# Anhalt-Bernburg

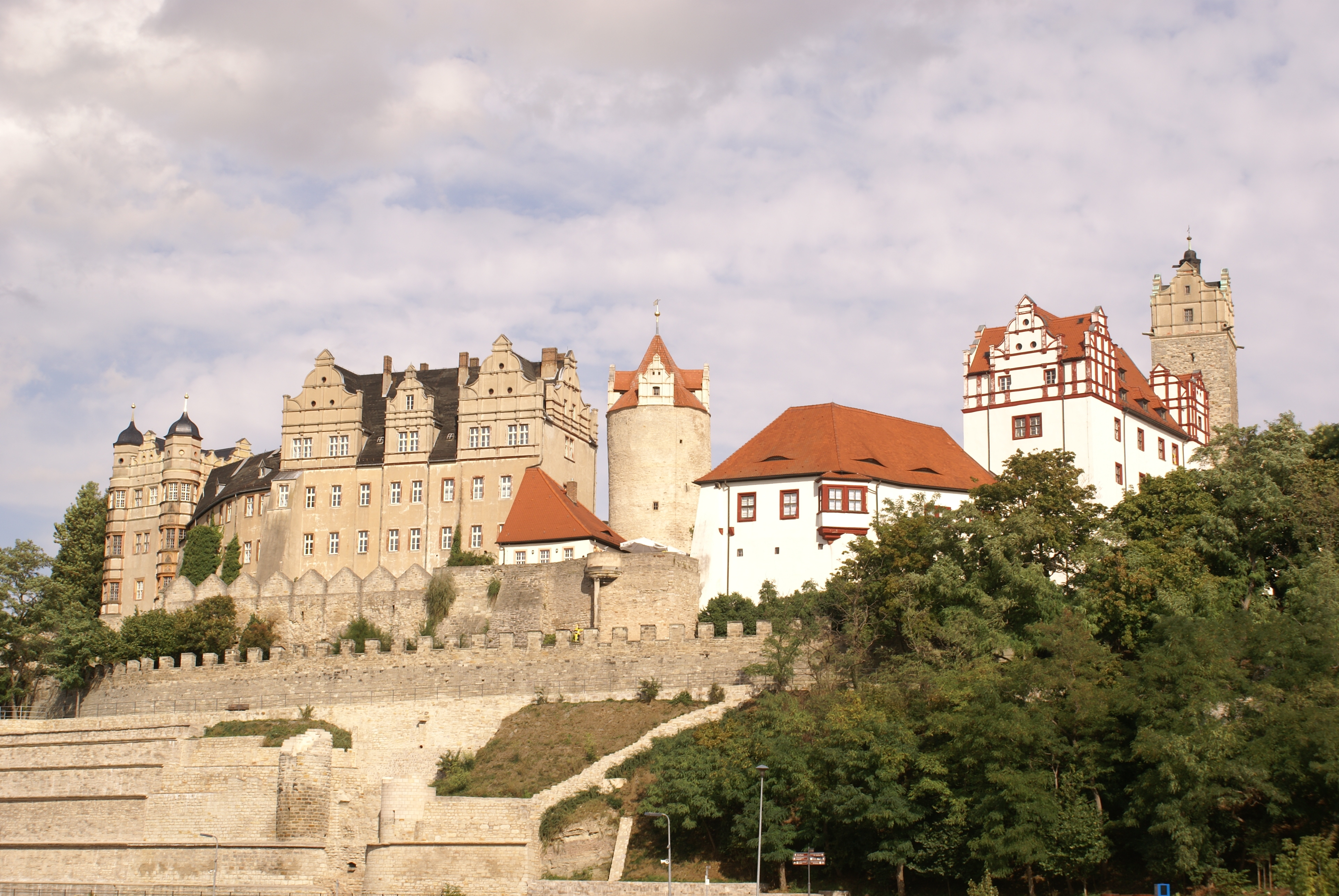
Zamek książęcy w Bernburgu.

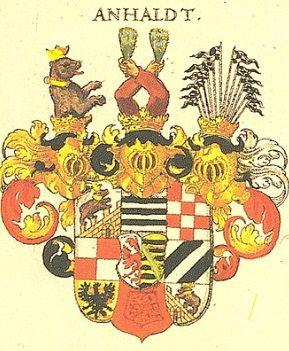
Wappen

Księstwo Anhaltu-Bernburga (niem. Fürstentum Anhalt-Bernburg, od 1803 Herzogtum Anhalt-Bernburg) – księstwo Świętego Cesarstwa Rzymskiego powstałe w wyniku podziału ziem księstwa dynastii askańskiej. Stolicą księstwa było miasto Bernburg. W latach 1806–1813 kraj Związku Reńskiego. W latach 1815–1863 państwo Związku Niemieckiego.

## Historia
Po raz pierwszy księstwo powstało w 1252 roku, kiedy księstwo Anhalt-Zerbst rozdzielono pomiędzy synów Henryka I na księstwa Anhaltu-Aschersleben, Anhaltu-Bernburga i Anhaltu-Zerbst. Księstwo przestało istnieć jednak już w 1561, kiedy zostało połączone z księstwem Anhalt-Zerbst. Druga kreacja księstw miała miejsce w 1603 w wyniku kolejnego podziału księstwa Anhaltu-Zerbst, między synów księcia Joachima Ernesta na księstwa: Anhalt-Dessau, Anhalt-Köthen, Anhalt-Plötzkau, Anhalt-Bernburg i Anhalt-Zerbst.
Drugi syn Joachima Ernesta, książę Christian I zamieszkania w Bernburg. Młodszy syn Christiana I Fryderyk ustanowił odrębne księstwo Anhalt-Harzgerode w 1635 r., które istniało aż do 1709. Książę Anhaltu-Bernburga Wiktor Amadeusz odziedziczył Anhalt-Plötzkau w 1665. Po jego śmierci w 1718 roku jego ziemie znów zostały podzielone i tym samym drugi syn Lebrecht otrzymał księstwo Anhalt-Zeitz-Hoym, które zjednoczyło się z Anhaltem-Bernburgiem w 1812 roku.
W 1803 Anhalt-Bernburg zostało podniesione do rangi księstwa (Herzogtum) przez cesarza Franciszka II Habsburga. Jego syn, książę Karol Aleksander jednak zmarł bezpotomnie 19 sierpnia 1863, po czym Anhalt-Bernburg odziedziczył Leopold IV, książę Anhalt-Dessau, jednocząc tym samym ziemie wszystkich księstw Anhalt.

## Władcy Anhaltu

### Książęta (Fürsten;1252-1468)
- Bernard I 1252-1287
- Jan I 1287-1291, syn, koregent z bratem
- Bernard II 1287-1323, brat, koregent z bratem
- Bernard III 1323-1348, syn Bernhard II
- Bernard IV 1348-1354, syn
- Henryk IV 1354-1374, brat
- Otto III 1374-1404, brat
- Bernard V 1404-1420, syn Henryka IV, koregent z kuzynem
- Otto IV 1404-1415, syn Ottona III
- Bernhard VI 1420-1468, brat Ottona IV,

Zjednoczenie z Anhaltem-Dessau – 1468

### Książęta (Fürsten;1603-1803)
- Christian I 1603-1630, drugi syn księcia Anhaltu Joachima Ernesta
- Christian II 1630-1656, syn
- Wiktor I Amadeusz 1656-1718, syn
- Karol Fryderyk 1718-1721, syn
- Wiktor II Fryderyk 1721-1765, syn
- Fryderyk Albert 1765-1796, syn
- Aleksy Fryderyk Chrystian 1796-1803, syn

Podniesienie rangi książęcej do Herzog – 1807

### Książęta (Herzöge;1803-1863)
- Fryderyk Christian Aleksy 1803-1834
- Karol Aleksander 1834-1863, syn zmarł bezpotomnie

Zjednoczenie z Anhaltem-Dessau w Księstwo Anhaltu – 1863